# 鉄工島フェス
鉄工島フェス（てっこうじまフェス）は、東京都大田区京浜島で2017年より開催されているアートイベント。鉄工島FESとも表記される。ミュージシャンたちのライブに加え、ミュージシャンらが製作したアート作品の展示などが行われる。

## 概要
京浜島にはかつて鉄工所が集積していたが、時代の変遷に伴って廃業が相次ぎ、跡地に進出した廃棄物処理場やリサイクルセンターの集まるエリアに変貌している。空き工場を活用した新たな創作の場を作ることを目的に、アートファクトリー「BUCKLE KOBO」が、2016年に進出した。この立地は、鉄工所があったために騒音や火を出すことへの規制が低い点でも注目された。ファクトリー設立の際に実施したクラウドファンディングで、ライブや撮影会を開く要望が多かったことから、音楽、アート、映画や防災キャンプなどを併催するイベントが着想された。
協力する工場からは「自分たち職人は、図面通りの部品を正確に作るのが仕事なので、その中に創造性はない。でもここに出入りするアーティストたちは対極で、自由な創造性が全てです。島の職人も、彼らが出す様々なアイデアを楽しんでいます」といった声がある。
2019年度には一般出展を受け付けることが検討されており、その事前企画として2018年10月18日に「鉄工島アイデアジャンボリー」のプログラムで参加希望者を島内の協力工場に案内して見学するイベントが実施された。
2020年は新型コロナウイルス感染症の影響により中止、2021年は規模を縮小した「鉄工島LIVE」（出演：田中泯・中村達也）として9月23日に2年ぶりに開催された。観客は20名に限定された。ライブの模様は映像作品として制作された。

## 各回の内容 (第3回まで)

### 第1回
2017年9月30日、10月1日に「鉄工島 FES~鉄工所の島 = 京浜島で始まる創造祭」として開催され、主催者によると2000人が来場した。
画材アドバイザーとして会田誠が参加。アーティストは、石野卓球、七尾旅人、TRI4THなどが出演した。根本敬は、半年かけて制作した『新ゲルニカ』（パブロ・ピカソの『ゲルニカ』と同サイズ）を出品した（展示は10月1日のみ）。
また、映画作品としては塚本晋也監督の『鉄男』など、「鉄」「島」「働」をテーマにした作品3本が上映された。このほか、アートカーのパレード、防災キャンプなどが実施された。

### 第2回
2018年11月4日に京浜島内の4会場（須田鉄工所 / 酒井ステンレス第二工場 / 北嶋絞製作所/ BUCKLE KÔBÔ）にて開催された。アーティストのうち、石野卓球・七尾旅人、PBCは前年の好評による「アンコール出演」である。
コンセプトワークはデザイナーの中里周子が主宰する「NEWPARADISE」が制作を担当し、多様な参加者による交流を「宇宙人同士のコミュニケーション」という形で表現した。

### 第3回
2019年11月3日に開催された。

## 過去の出演者 (第3回まで)

### 全回
- 石野卓球

### 第1回と第2回
- 七尾旅人
- PBC（谷崎テトラ｜ジャン・ピエール・テンシン｜松蔭浩之）

### 第1回のみ
- 社長（SOIL& “PIMP”SESSIONS）
- TRI4TH
- SAICOBAB
- 明星/Akeboshi
- F.I.B JOURNAL
- 鈴木昭男＋ 宮北裕美
- KAIRI
- 松村宗亮

### 第2回のみ
- EYƎ
- Kan Sano
- KAKATO（環ROY×鎮座DOPENESS）
- brigadoon
- 小袋成彬（DJ）
- yahyel
- 土岐麻子
- VIDEOTAPEMUSIC
- INDUSTRIAL JP
- HIPHOP戦隊B-BOYGER

### 第3回のみ
- mouse on the keys
- FNCY
- chelmico
- DADARAY
- Far East Westerners
- さかいゆう
- 佐藤千亜妃
- DedachiKenta
- IRON ISLAND SESSIONS（Shingo Suzuki、Michael Kaneko、伊藤大地、別所和洋）
- Michael Kaneko
- 成山剛（sleepy.ab）
- 横田信一郎